# Yadis
Yadis — сетевой протокол для обнаружения сервисов OpenID, OAuth и XDI с использованием Yadis ID. Изначально предназначенный для обнаружения сервисов цифровой идентификации, Yadis легко может быть использован и для других сервисов.
Yadis ID может быть обычным URL или более новым XRI i-name, где i-name должен разрешаться в URL. Так называемый Yadis URL либо равен Yadis ID (если это URL) либо разрешенному URL из i-name.
Кроме того, Yadis специфицирует, как использовать Yadis URL, чтобы получить дескриптор сервиса, называемый Дескриптор сервиса Yadis. Этот дескриптор следует формату XRDS и объединяет несколько сервисов авторизации и аутентификации в Yadis URL. Дескрипторы сервисов могут иметь параметры.

## Модульная архитектура
Yadis следует парадигме REST, которая хорошо себя зарекомендовала в web-разработке.
Основываясь на предположении, что идентификаторы могут быть адресованы через URL или другие идентификаторы (такие, как i-names XRI), которые могут быть разрешены в URL, Yadis ассоциирует XRDS-документ (формат XML, описывающий возможности) с каждым URL, который выражает ассоциированные возможности или сервисы.
Владелец идентификатора Yadis может выбрать, какие сервисы он хочет использовать в своем документе XRDS. После получения документа, зависимая сторона (например, веб-сайт, принимающий идентификатор Yadis), может выбрать подходящий сервис, например протокол для аутентификации. Это позволяет существующим сайтам, таким как блоги, легко реализовать базовую функциональность Yadis — например, перенаправлять приходящих на блог пользователей к релевантной информации о владельце блога, в то же время позволяя построить более сложные приложения (например, отправлять сложные запросы о владельце сайта прямо на Yadis-сайт)

## Обнаружение дескриптора сервиса Yadis
Документ о возможностях, ассоциированных с URL находится:
1. В нестандартном HTTP-заголовке X-XRDS-Location,
2. В эквивалентном meta-теге в секции HEAD HTML-документа <meta http-equiv="X-XRDS-Location" content="http://example.com/yadis.xml">,
3. или отдается при запросе специального MIME-типа application/xrds+xml по GET-запросу к URL идентификатора.

Разработчики могут выбирать, что именно реализовывать, основываясь на разных факторах, например, есть ли доступ к серверной стороне идентификатора.

## Документы XRDS
Здесь приведен образец XRDS-документа возможностей:
```
<?xml version="1.0" encoding="UTF-8"?>

<xrds:XRDS
 
xmlns:xrds=
"xri://$xrds"
 
xmlns=
"xri://$xrd*($v*2.0)"

xmlns:openid=
"http://openid.net/xmlns/1.0"
>

  
<XRD>

    
<Service
 
priority=
"50"
>

      
<Type>
http://openid.net/signon/1.0
</Type>

      
<URI>
http://www.myopenid.com/server
</URI>

      
<openid:Delegate>
http://smoker.myopenid.com/
</openid:Delegate>

    
</Service>

    
<Service
 
priority=
"10"
>

      
<Type>
http://openid.net/signon/1.0
</Type>

      
<URI>
http://www.livejournal.com/openid/server.bml
</URI>

      
<openid:Delegate>
http://www.livejournal.com/users/frank/
</openid:Delegate>

    
</Service>

    
<Service
 
priority=
"20"
>

      
<Type>
http://lid.netmesh.org/sso/2.0
</Type>

      
<URI>
http://mylid.net/liddemouser
</URI>

    
</Service>

    
<Service>

      
<Type>
http://lid.netmesh.org/sso/1.0
</Type>

    
</Service>

  
</XRD>

</xrds:XRDS>

```

Такой XRDS-документ, полученный для данного URL с использованием любого из перечисленных механизмов, выражает следующую информацию:
- Этот URL является URL идентификатора Yadis.
- Этот URL поддерживает протокол OpenID, через два сервера и два делегата.
- Этот URL поддерживает версию 1.0 и версию 2.0 протокола LID, с помощью делегата.
- Для входа пользователей, владелец URL предпочитает использование учетных записей их LiveJournal и протокол OpenID (приоритет 10). Если это невозможно, (например, зависимая сторона не поддерживает OpenID, или сервер LiveJournal недоступен), владелец хотел бы использовать URL LID http://mylid.net/liddemouser (приоритет 20), или сервис MyOpenID (приоритет 50).

## LID, OpenID и сообщество разработчиков
Yadis был предложен разработчиками протоколов Light-Weight Identity (LID) и OpenID. К этому сотрудничеству присоединились члены OASIS, Технический Комитет XRI.
Yadis является открытой инициативой, так что другие разработчики начинают использовать описания XRDS, пользуясь возможностью выбирать баланс между легкостью реализации, с одной стороны, и количеством реализованного функционала.